# قوانین هیتی

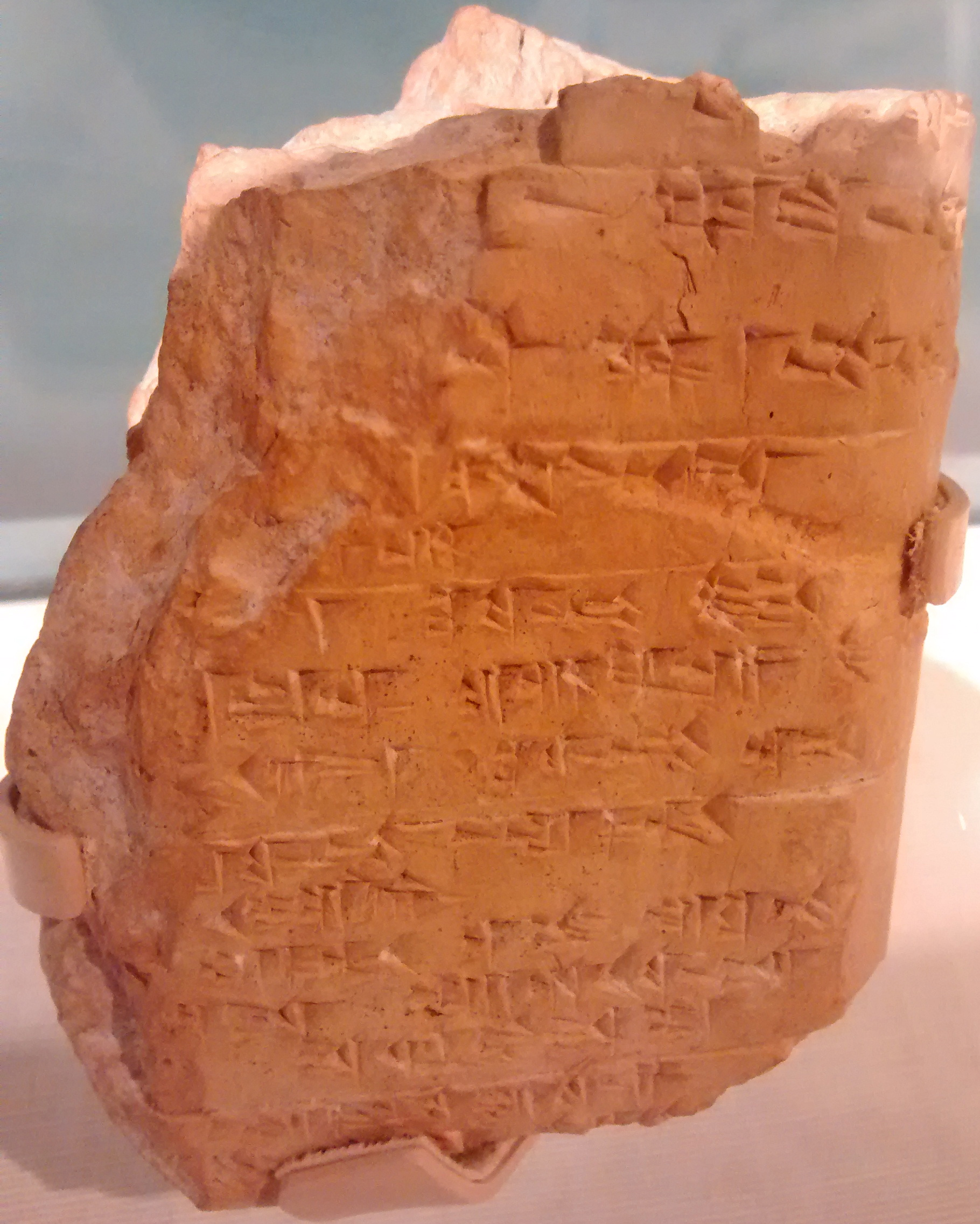
یک لوح هیتی که در هاتوسا پیدا شد، گمان می‌رود که یک رسوب قانونی باشد.

قوانین هیتی، همچنین به عنوان قانون نسیلیم  شناخته می‌شود، یک قانون باستانی را تشکیل می‌دهد که قدمت آن به ح. 1650 - ۱۵۰۰ ق.م آنها بر روی تعدادی از لوح‌های میخی هیتی که در هاتوسا یافت شده‌اند حفظ شده‌اند (CTH ۲۹۱-۲۹۲، فهرستی از ۲۰۰ قانون). نسخه‌هایی یافت شده است که به زبان هیتی قدیم و همچنین هیتی میانه و متأخر نوشته شده‌اند، که نشان می‌دهد در طول دوره امپراتوری هیتی (حدود ۱۶۵۰ تا ۱۱۰۰ قبل از میلاد) اعتبار داشته‌اند.
قوانین هیتی ساختار اجتماعی، احساس عدالت و اخلاق امپراتوری را منعکس می‌کرد و به اقدامات غیرقانونی رایج مانند حمله، دزدی، قتل، جادوگری، طلاق و غیره می‌پرداخت. این آیین‌نامه به‌ویژه به‌دلیل تعدادی از مفاد آن، که مسائل اجتماعی را شامل می‌شود که شامل رفتار انسانی با بردگان می‌شود، قابل توجه است. اگرچه آنها کمتر از مردان آزاد در نظر گرفته می‌شدند، بردگان تحت این قانون مجاز بودند با هر کسی که می‌خواهند ازدواج کنند، ملک بخرند، تجارت باز کنند و آزادی خود را بخرند. در مقایسه با قانون عاشورا یا قانون حمورابی، قانون نسیلیم نیز مجازات‌های کمتری را برای نقض این قانون در نظر گرفته است.

## مثال
§ ۱۸۹ اگر مردی با مادر خود رابطه جنسی داشته باشد، جفت جنسی نامجاز است. اگر مردی با دختر (خود) رابطه جنسی داشته باشد، جفت شدن نامشروع است. اگر مردی با پسر (خود) رابطه جنسی داشته باشد، جفت نامشروع است. 

## پیدایش و توسعه
در حالی که مشخص نیست دقیقاً چه کسی این سند قانونی را نوشته است، برخی از مورخان معتقدند که منبع آن شخص مهم یا دارای قدرت بالا در جامعه هیتی بوده است و حتی می‌تواند یک پادشاه باشد.
ظاهراً حداقل دو بار تغییراتی در مجازات‌ها ایجاد شد: اولاً، تغییرات kara-kinuna، که عموماً مجازات‌های موجود در «نسخه اولیه» سابق، اما ظاهراً حفظ نشده را کاهش داد. و ثانیاً، «دوره دیرهنگام» در نسخه قدیمی هیتیتی که قبلاً اصلاح شده است، به مجازات‌ها تغییر می‌کند.
قوانین هیتی برای حدود ۵۰۰ سال مورد استفاده قرار گرفتند، و بسیاری از نسخه‌های آن نشان می‌دهند که به غیر از تغییرات در دستور زبان، آنچه را می‌توان «نسخه اصلی» با اختلال ظاهری آن نامید، به صورت برده‌ای کپی شده است. هیچ تلاشی برای "تمیز کردن" با قرار دادن افکار بعدی آشکار در موقعیت مناسب تری صورت نگرفت. قوانین هیتی مانند قانون حمورابی به بسیاری از قوانین موجود در کتاب مقدس عبری شباهت دارد. برای مثال، شولز (۲۰۲۱) اظهار داشت که قانون تجاوز به عنف هیتی‌ها §۱۹۷ یادآور تثنیه ۲۲:۲۹ است.

## مجموعه نوشته‌ها
قوانین به صورت رویه قضایی تدوین شده‌اند. آنها با یک شرط شروع می‌شوند و یک حکم به دنبال می‌آید، مثلاً «هر کس گوش کنیز یا کنیز را بدرید، باید ۳ مثقال نقره بدهد». قوانین نشان دهنده بیزاری از مجازات اعدام است. مجازات معمول برای جرایم جدی، بردگی کار اجباری است. آنها در دو لوح جداگانه، هر کدام با تقریباً ۲۰۰ بند، نگهداری می‌شوند که اولین مورد به عنوان «مرد» طبقه‌بندی می‌شود. دوم "از انگور"; مجموعه سوم ممکن است وجود داشته باشد.
قوانین را می‌توان در هشت گروه از بندهای مشابه طبقه‌بندی کرد. اینها عمدتاً با دو نوع بند ظاهراً یتیم از هم جدا می‌شوند: جملات مقدس یا افسانه‌ای و افکار بعدی. این مجموعه و طرح طبقه‌بندی بر اساس Dewhirst (۲۰۰۴) است.
- پرخاشگری و تهاجم: بندهای ۱ تا ۲۴
- II روابط زناشویی: بندهای ۲۶ تا ۳۸
- III تعهدات و خدمت - TUKUL: بندهای ۳۹–۵۶
- IV تعرض به اموال و سرقت: بندهای ۵۷–۱۴۴
- V قراردادها و قیمتها: بندهای ۱۴۵–۱۶۱
- VI مسائل مقدس: بندهای ۱۶۲–۱۷۳
- VII قراردادها و تعرفه‌ها: بندهای ۱۷۶–۱۸۶
- هشتم روابط جنسی: بندهای ۱۸۷–۲۰۰
  - §۱۸۷، §۱۸۸، §۱۹۹ و §۲۰۰ حیوان‌شناسی را جرم انگاری می‌کند (به جز اسب و قاطر).[۸] مجازات اعدام یک مجازات رایج در بین جنایات جنسی بود.[نیازمند منبع]
  - § ۱۹۰ و § ۱۹۱ تصریح می‌کند که اگر مرد و زنی «با میل جنسی با هم جمع شوند» و «آمیزش داشته باشند»، «مجازات وجود ندارد». اینها برخی از قدیمی‌ترین نمونه‌های رضایت جنسی در قانون هستند.[۹]

## ادبیات
E. Neu, StBoT 26 (1983)
هری انگر هافنر جونیور، قوانین هیتی‌ها: نسخه انتقادی (DMOA 23) – لیدن، نیویورک، کلن ۱۹۹۷